# Fritz Schultheiß

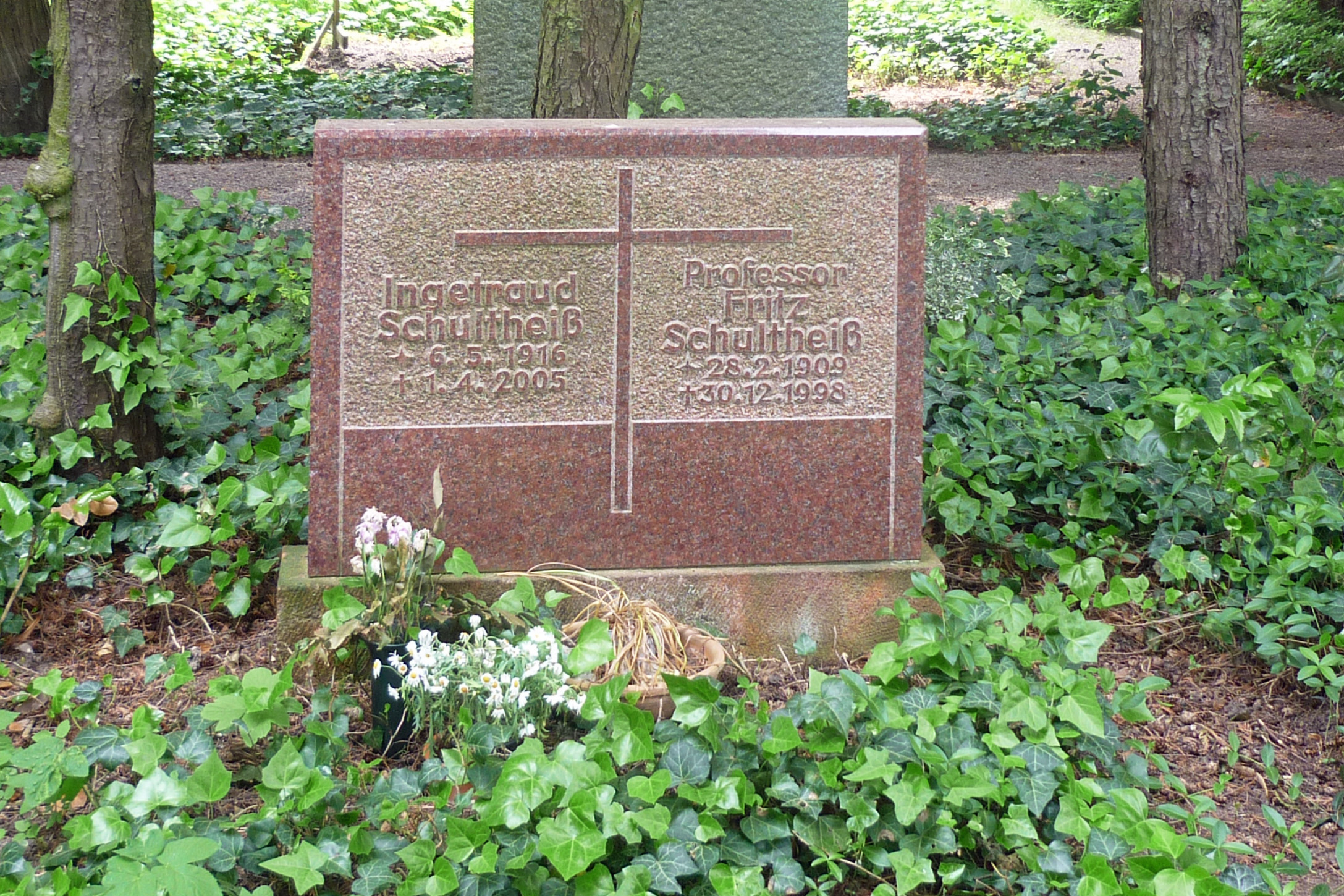
Grabstätte von Fritz Schultheiß auf dem Äußeren Plauenschen Friedhof in Dresden-Plauen

Fritz Schultheiß (* 28. Februar 1909 in Offenbach am Main; † 30. Dezember 1998 in Dresden) war ein deutscher Elektrotechniker und Hochschullehrer.

## Leben und Werk
Schultheiß nahm nach dem Schulabschluss 1928 ein Studium der Elektrotechnik an den Technischen Hochschulen in Darmstadt und Berlin auf, das er 1935 als Diplom-Ingenieur abschloss. Nach dem Zweiten Weltkrieg wurde er 1959 mit der Wahrnehmung einer Professur an der Hochschule für Verkehrswesen in Dresden beauftragt. Zwei Jahre später wurde er zum 1. September als Professor an die Fakultät für Verkehrstechnik der Technischen Universität Dresden umberufen. 
Von 1964 bis 1969 war er Direktor des Instituts für Elektrische Anlagen der TU Dresden und danach von 1969 bis zu seiner Emeritierung 1974 Professor für Elektrische Energieanlagen an der Sektion Elektrotechnik TU Dresden.
Sein Forschungsschwerpunkt war die Energieversorgung.

## Schriften (Auswahl)
- Innenschaltung von Schaltanlagen höchster Spannungen. Vortrag. In: Wissenschaftliche Konferenz 1964 TU Dresden. Dresden 1964, S. 35 ff.
- (mit Klaus-Dieter Wssnigk): Berechnung elektrischer Energieversorgungsnetze. Leipzig 1971.